# Хултыгов, Ибрагим Абдулхалакович
Ибрагим Абдулхалакович Хултыгов (29 июля 1972 года, Махкеты, Веденский район, Чечено-Ингушская АССР, РСФСР, СССР) — чеченский политик, руководитель Службы национальной безопасности Ичкерии, депутат Парламента Чечни.

## Биография
В 1989 году окончил Махкетинскую среднюю школу. В 1989—1993 годах работал диспетчером совхоза «Прогресс». В 1997 окончил Грозненский политехнический техникум. В августе 1998 года был назначен председателем Службы национальной безопасности Ичкерии, сменив на этом посту своего погибшего брата Лечи Хултыгова. На момент назначения имел звание майора.
Особенно запомнился публичным заявлением, что российские спецслужбы готовят подземный ядерный взрыв, который вызовет в Чечне землетрясение. Когда этого не произошло, Хултыгов заявил, что своим заявлением сорвал планы врагов.
14 марта 1999 года был обнародован указ Масхадова о создании Министерства государственной безопасности (МГБ). Министром госбезопасности стал Турпал-Али Атгериев, который одновременно исполнял обязанности заместителя Председателя Кабинета министров ЧРИ. Министерство объединяло подразделения СНБ, особого управления Президента, управления по борьбе с похищениями людей и управления по борьбе с терроризмом. Все здания, сооружения и другие материально-технические ценности также передавались в собственность МГБ.
3 апреля того же года Атгериев обратился в Нацбанк Ичкерии с требованием прекратить какие-либо отношения с организациями, вошедшими в состав МГБ. 8 апреля бывший руководитель СНБ Ибрагим Хултыгов написал письма во все властные инстанции с требованием пресечь незаконные действия Атгериева. 20 апреля парламент Ичкерии вынес постановление об отмене указа президента как противоречащего «… священному Корану, Сунне Пророка, … и Конституции ЧРИ». Самостоятельность СНБ была сохранена. Хултыгов исполнял обязанности руководителя СНБ до октября 1999 года. Дослужился до бригадного генерала.
Хултыгов не смог найти организаторов покушения на Аслана Масхадова, и последний уволил его. После начала Второй чеченской войны Хултыгов отказался воевать на стороне сепаратистов, за что Масхадов разжаловал его в рядовые с формулировкой «за трусость и дезертирство». В августе 2000 года Хултыгов сдался федеральным войскам. По некоторым данным, он торговал нефтепродуктами и в боевых действиях не участвовал.
В 2004—2005 годах Хултыгов был командиром специальной роты Антитеррористического центра. В 2005 году его избрали депутатом Совета Республики Парламента Чечни. Был председателем Комитета по безопасности, правопорядку и взаимодействию с силовыми структурами. В октябре 2008 года его избрали депутатом Парламента Чечни. Хултыгов — член Комитета по строительству и ЖКХ.

## Награды[1]
- Почётные грамоты Президента Чеченской Республики;
- Орден «За развитие парламентаризма в Чеченской Республике».